# کامپ‌یواس‌ای
کامپ‌یواس‌ای (انگلیسی: CompUSA) یک خرده‌فروش و واسطه در زمینهٔ رایانه شخصی، لوازم الکترونیکی مصرفی، محصولات فناوری و خدمات رایانه‌ای بود. این شرکت کار خود را در سال ۱۹۸۶ با یک تجارت خشت و ملات با نام Soft Warehouse آغاز کرد و تا دههٔ ۱۹۹۰ به یک زنجیرهٔ عمده‌فروش سراسری در ایالات متحده تبدیل شد. در اوج فعالیت خود، دست‌کم ۲۲۹ شعبه داشت. اما با شدت گرفتن رقابت از سوی سایر فروشگاه‌های حضوری، مدیریت غیرهمگام با واقعیت‌های بازار و ناکامی در انتقال مؤثر به فروش آنلاین، از سال ۲۰۰۶ شروع به بستن فروشگاه‌هایی کرد که عملکرد پایینی داشتند. تا سال ۲۰۰۸، تنها ۱۶ شعبه باقی مانده بود که به سیستمکس فروخته شد. در سال ۲۰۱۲، فروشگاه‌های باقیماندهٔ کامپ‌یواس‌ای و سیرکوئیت سیتی به فروشگاه‌های تایگردایرکت تبدیل شدند و سپس تعطیل گشتند. تا سال ۲۰۲۳، نشانی اینترنتی کامپ‌یواس‌ای به صفحه‌ای خطادار منتقل می‌شود.

## تاریخچه

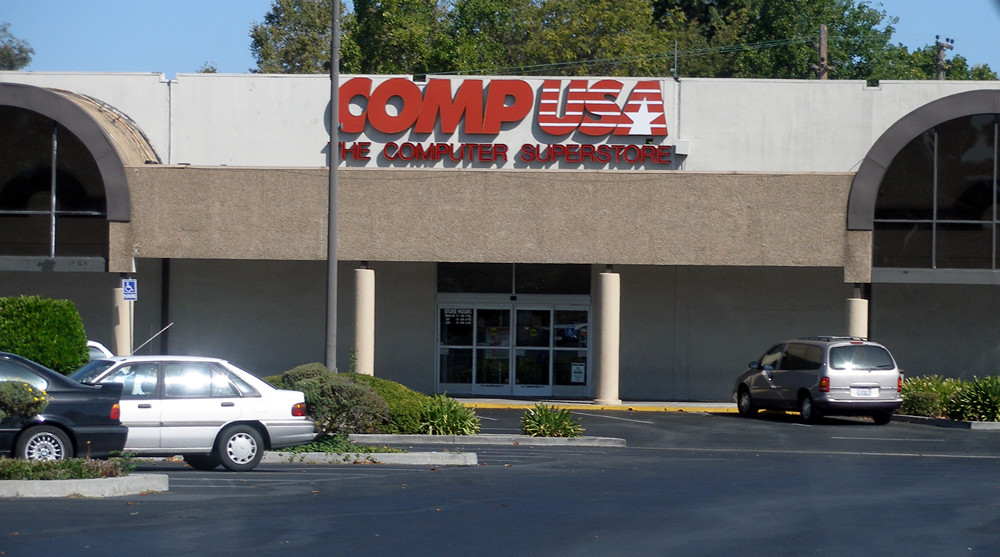
یکی از فروشگاه‌های کامپ‌یواس‌ای در سانتا کلارا، کالیفرنیا، حدود ۲۰۰۵

این شرکت در سال ۱۹۸۴ با نام Soft Warehouse در ادیسون ، حومهٔ شمالی دالاس، تگزاس، توسط Errol Jacobson و Mike Henochowicz تأسیس شد. نخستین فروشگاه بزرگ خود را در سال ۱۹۸۸ در آتلانتا، جورجیا گشود.
در سال ۱۹۹۱ نام آن به کامپ‌یواس‌ای تغییر یافت و وارد بورس نیویورک شد. در دوران ریاست Nathan P. Morton، درآمد شرکت به بیش از ۲ میلیارد دلار رسید. مورتون در سال ۱۹۹۳ استعفا داد.
دفتر مرکزی پیشین شرکت در میامی، فلوریدا بود و زیرمجموعهٔ کامل U.S. Commercial Corp S.A.B. de C.V. به‌شمار می‌رفت که با گروپو کارسو مرتبط بود و به‌طور غیرمستقیم زیر نظر کارلوس اسلیم اداره می‌شد.
در ۷ دسامبر ۲۰۰۷، یکی از زیرمجموعه‌های گروه گورون برادرز به نام «اسپشیالتی اکوئیتی» شرکت را خریداری کرد. سیستمکس در ژانویهٔ ۲۰۰۸ نام تجاری کامپ‌یواس‌ای، ۱۶ فروشگاه و سایر دارایی‌های آن را خریداری کرد.
سیستمکس فروشگاه‌های کامپ‌یواس‌ای را در ایالت‌های مختلف از جمله کالیفرنیا، فلوریدا، تگزاس، مریلند، جورجیا، ایلینوی، دلاور، نیوجرسی، کارولینای شمالی، ویرجینیا، واشینگتن و پورتوریکو اداره می‌کرد و همچنین سامانهٔ فروش آنلاین CompUSA.com و سامانهٔ خرید اینترنتی اختصاصی برای شرکت‌ها را در اختیار داشت.
در ۲ نوامبر ۲۰۱۲ اعلام شد که سیستمکس قصد دارد از نام‌های تجاری کامپ‌یواس‌ای و سیرکویت سیتی صرف‌نظر کند و همهٔ فعالیت‌ها را تحت برند تایگردایرکت متمرکز نماید. این تصمیم به‌معنای پایان رسمی نام کامپ‌یواس‌ای به‌عنوان برند فعال بود.